# Agriogomphus sylvicola
Agriogomphus sylvicola är en trollsländeart som först beskrevs av Selys 1869.  Agriogomphus sylvicola ingår i släktet Agriogomphus och familjen flodtrollsländor. Inga underarter finns listade i Catalogue of Life.